# Narcissus rupicola
Narcissus rupicola és una espècie de planta bulbosa que pertany al gènere Narcissus, de la família de les amaril·lidàcies (Amaryllidaceae).

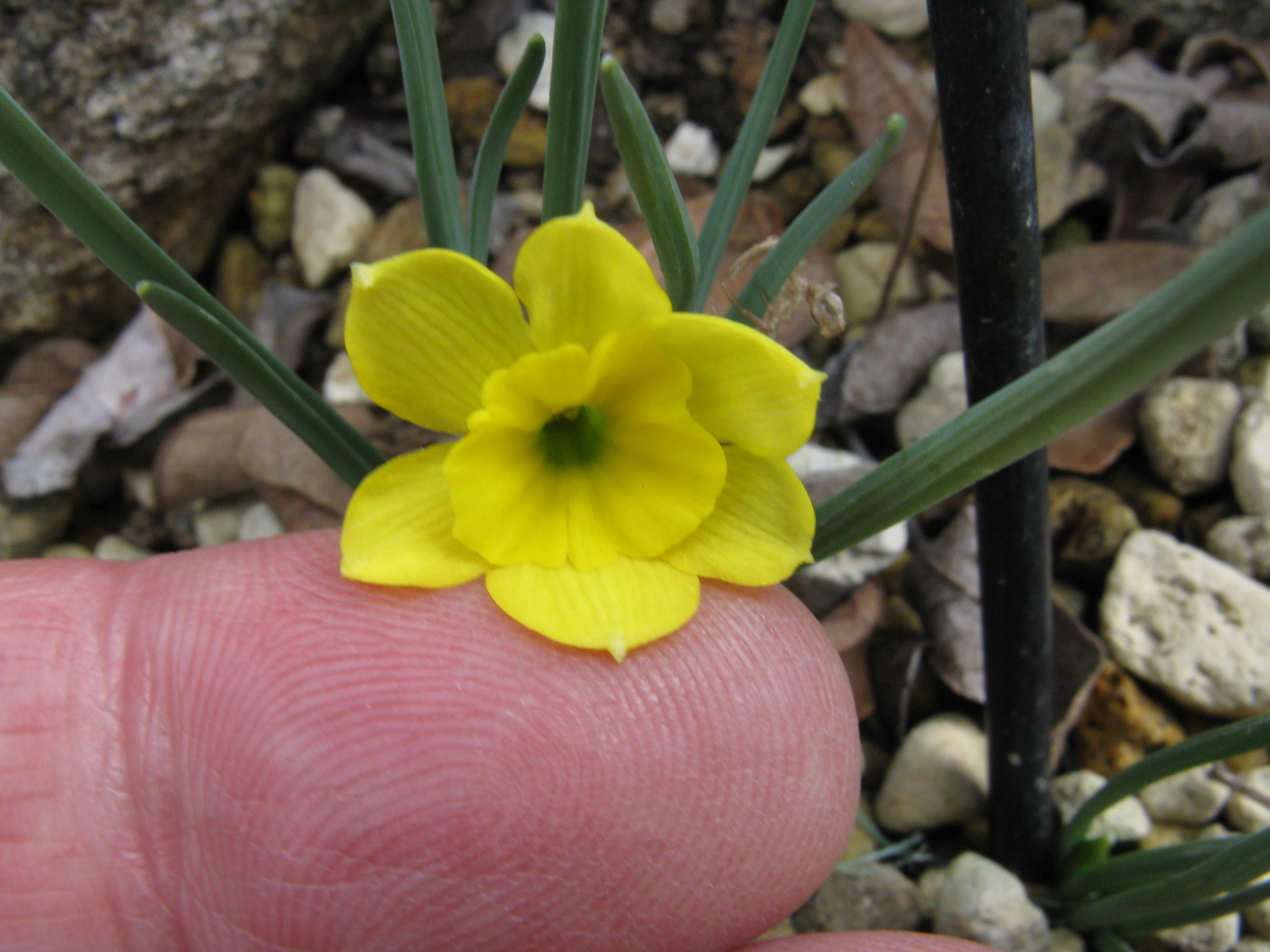
Detall de la flor

## Descripció
Narcissus rupicola té entre 8 i 20 cm d'alçada. La seva tija sorgeix del bulb subterrani del que igualment sorgeixen les fulles, de fins a 3 mm d'amples, llargues i amb dues línies ressaltades per sota. Surt una flor o fins a 3 flors per bulb de vegades, que apareixen a la primavera, (i a l'estiu a les altures de les serres, on creix fins a gran altura), de color groc fort, més erectes que altres del gènere. Les peces florals externes s'obren totalment, amples i arrodonides, i les internes igualment soldades, formen una corona acampanada curta. El fruit es desenvolupa abultant considerablement l'ovari al final del llarg tub que forma la flor, en la seva connexió amb la tija.

## Distribució i hàbitat
Narcissus rupicola es distribueix al centre de la península Ibèrica (al nord de Portugal fins al nord-oest i centre d'Espanya). Creix en llocs rocosos, a les lleixes i fissures de les penyes, on aparentment no hi ha substrat vegetal.

## Taxonomia
Narcissus rupicola va ser descrita per Dufour in J.J.Roemer & J.A.Schultes i publicat a Syst. Veg., ed. 15 bis 7: 958, a l'any 1830.
Etimologia
Narcissus nom genèric que fa referència del jove narcisista de la mitologia grega Νάρκισσος (Narkissos) fill del déu riu Cefís i de la nimfa Liríope; que es distingia per la seva bellesa.
El nom deriva de la paraula grega: ναρκὰο, narkào (= narcòtic) i es refereix a l'olor penetrant i embriagant de les flors d'algunes espècies (alguns sostenen que la paraula deriva de la paraula persa نرگس i que es pronuncia Nargis, que indica que aquesta planta és embriagadora).
rupicola: epítet llatí que significa "que habita a prop de les roques".
Sinonimia
- Phylogyne rupicola (Dufour) M.Roem., Fam. Nat. Syn. Monogr. 4: 211 (1847).
- Narcissus juncifolius subsp. rupicola (Dufour) Baker, Handb. Amaryll.: 7 (1888).
- Narcissus apodanthus Boiss. & Reut., Diagn. Pl. Nov. Hisp.: 25 (1842).
- Narcissus rupicola subvar. apodanthus (Boiss. & Reut.) Nyman, Consp. Fl. Eur.: 710 (1882).
- Narcissus auricolor Riv.Mateos, Bol. Real Soc. Esp. Hist. Nat. 22: 176 (1922).
- Narcissus rupicola subsp. auricolor (Riv.Mateos) Rivas Goday, Veg. Fl. Cuenca Extrem. Guadiana: 710 (1964).
- Narcissus rupicola subsp. guadalupensis M.Salmon, Gen. Narcissus: 125 (2017), no type indicated.[4]